# Hamlet, l'honor de la venjança
Hamlet, l'honor de la venjança (títol original en anglès Hamlet) és una pel·lícula coproduïda entre Estats Units, Regne Unit i França l'any 1990, dirigida per Franco Zeffirelli i interpretada per Mel Gibson, Glenn Close, Alan Bates i Helena Bonham Carter, basada en l'obra de teatre de William Shakespeare. L'any 1995 va ser emesa per primer cop en català a TV3.

## Argument
Helsingør, a la Dinamarca medieval. El jove príncep Hamlet, enamorat d'Ofèlia, ha de venjar la mort del seu pare, assassinat pel seu propi germà Claudi, qui li va robar el tron i es va casar amb la seva vídua (la reina Gertrudis). Per a aconseguir-ho, Hamlet es farà passar per boig i recrearà els fets en una obra teatral que representarà una companyia de comediants errants.

## Repartiment
- Mel Gibson: Hamlet
- Glenn Close: Gertrude
- Alan Bates: Claudius
- Paul Scofield: el fantasma
- Ian Holm: Polonius
- Helena Bonham Carter: Ophelia
- Stephen Dillane: Horatio
- Nathaniel Parker: Laertes
- Pete Postlethwaite: actor que fa de rei
- Michael Maloney: Rosencrantz
- Sean Murray: Guildenstern
- Trevor Peacock: l'enterrador

## Premis i nominacions
Guardons a què va optar la pel·lícula:
Nominacions
- Oscar a la millor direcció artística per Dante Ferretti i Francesca Lo Schiavo
- Oscar al millor vestuari per Maurizio Millenotti
- BAFTA al millor actor secundari per Alan Bates

Premis
- David di Donatello a la millor pel·lícula estrangera per Franco Zeffirelli